# John Erskine (letterato)
John Erskine (New York, 5 ottobre 1879 – 2 giugno 1951) è stato un romanziere, critico letterario, poeta, musicologo, divulgatore e professore universitario statunitense.

## Biografia
Nato nella città di New York e cresciuto a Weehawken, nel New Jersey, si laureò alla Columbia University nel 1901 conseguendo il dottorato nel 1903. Fu professore di letteratura inglese alla Columbia University dal 1909 al 1937 e successivamente all'Amherst College.
Come professore universitario divenne noto per aver istituito alla Columbia University un corso biennale di diploma noto comunemente come "Literature Humanities" (Letteratura umanistica) nella quale i capolavori della letteratura classica latina e greca venivano studiati nelle traduzioni in lingua inglese, anziché nelle lingue originali. Questo corso avrebbe ispirato negli Stati Uniti d'America il «Great Books movement», un canone dei classici della letteratura occidentale. Gli si debbono anche saggi di critica letteraria e musicale.
Le sue opere più note furono rielaborazioni in chiave umoristica di alcune leggende famose quali Adamo ed Eva o Elena che furono tradotti in altre lingue ed ebbero successo anche nella traduzione in lingua italiana. Fu autore di un romanzo storico sulla gioventù di Walt Whitman, The start of the road (L'inizio del cammino, 1938). Nel 1946 divenne presidente dell'American Writers Association, l'associazione degli scrittori statunitensi.

## Scritti

### Edizioni originali
- The Elizabethan Lyric (1903)
- Selections from the Faerie Queene (1905)
- Actœon and Other Poems (1907)
- Leading American novelists (1910)
- Written English, with Helen Erskine (1910; revised edition, 1913)
- Selections from the Idylls of the King (1912)
- The Kinds of Poetry (1913)
- Poems of Wordsworth, Shelley, and Keats, con W. P. Trent (1914)
- The Moral Obligation of the Intelligent, and Other Essays (1915)
- The Shadowed Hour (1917)
- Democracy and Ideals (1920)
- The Little Disciple (1923)
- Private Life of Helen of Troy (1925)
- Sonata (1925)
- Galahad (1926)
- Adam And Eve (1927)
- American Character (1927)
- Prohibition And Christianity, And Other Paradoxes (1927)
- The Delight Of Great Books (1928)
- Penelope's Man (1928)
- Sincerity (1929)
- Uncle Sam In The Eyes Of His Family (1930)
- Cinderella's Daughter, And Other Sequels And Consequences (1930)
- The Brief Hour Of Francois Villon (1937)
- The Start Of The Road (1938)

### Traduzioni in lingua italiana
- Lancillotto e suo figlio (Galahad): storia di amori coniugali ed extra coniugali; traduzione autorizzata di Giacomo Prampolini, Milano, V. Bompiani, 1931
- Adamo ed Eva : romanzo, Torino, Taylor, 1951
- La vita umana di Gesù, Milano, Baldini & Castoldi, 1950
- Il marito di Penelope, Milano, Casa editrice Nicola Moneta, 1929
- La vita privata di Elena di Troja; Traduzione di Lauro De Bosis, Milano, A. Mondadori Edit., 1928
- I tre amori di Lancillotto, Milano, Sonzogno, 1981
- Venere dea solitaria, Milano, Mondadori, 1954